# Per Bäckström
Pour les articles homonymes, voir Backstrom.
Per Bäckström, suédois né 1959, est professeur de littérature de l’Université de Linnaeus, Växjö, Suède. Il a travaillé comme professeur de littérature de l’université de Karlstad, Suède 1910–1919, et comme professeur de l’université de Tromsø, Norvège 1996–2010. Il a été président de la commission d’adhésion du Réseau européen de recherche sur l’avant-garde et le modernisme (EAM). Il est l’auteur de nombreuses publications sur Henri Michaux, Gunnar Ekelöf, Bruno K. Öijer, Mikhaïl Bakhtine, Öyvind Fahlström, la poésie expérimentale, poésie concrète, l’intermédialité, l’avant-garde et la néo-avant-garde,.